# Temnocerus nanus
Temnocerus nanus är en skalbaggsart som först beskrevs av Gustaf von Paykull 1792.  Temnocerus nanus ingår i släktet Temnocerus, och familjen rullvivlar. Arten är reproducerande i Sverige.

## Bildgalleri

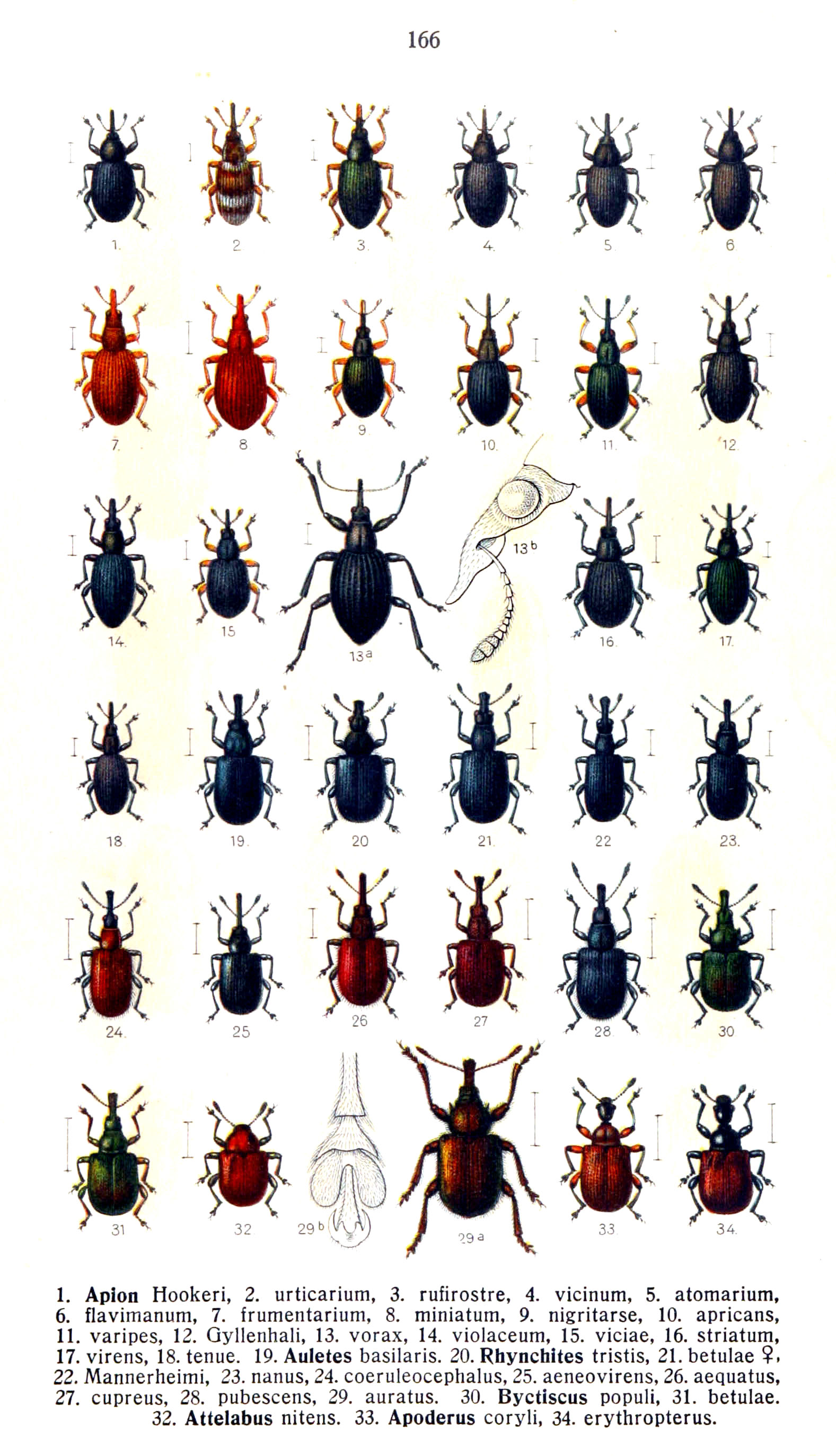